# Список дипломатичних місій Австрії

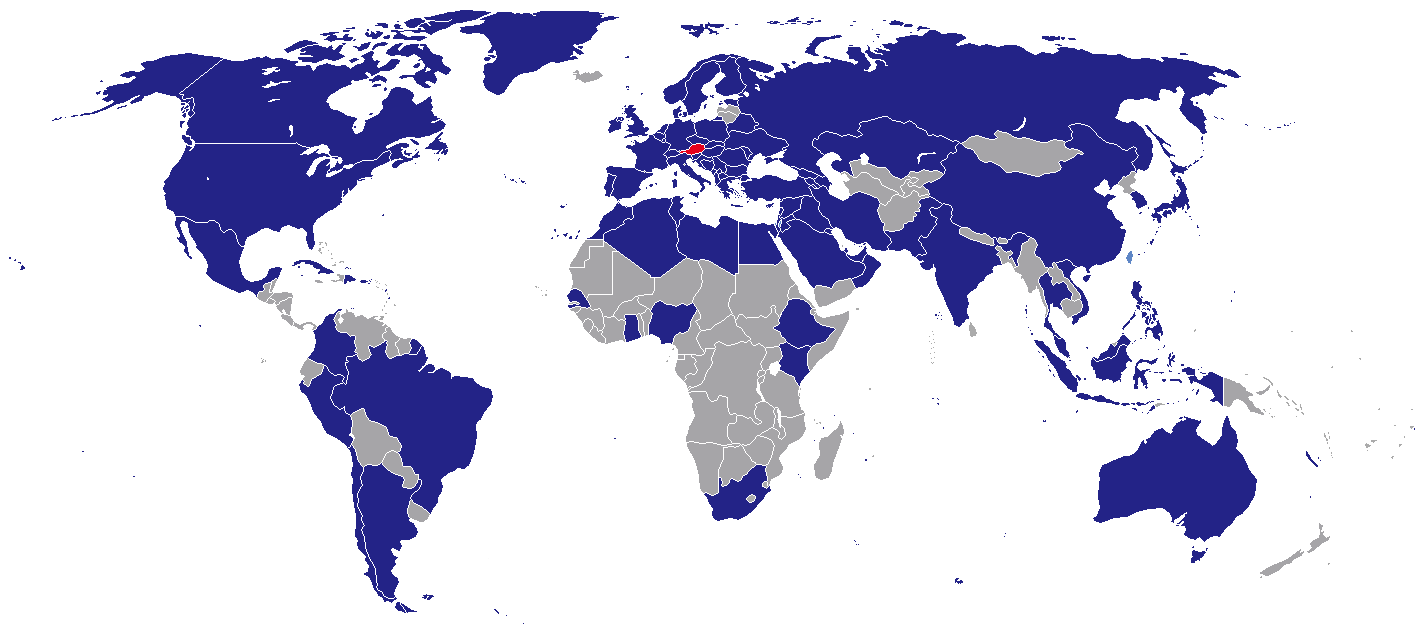
Дипломатичні місії Австрії

Список дипломатичних місій Австрії — перелік дипломатичних місій (посольств) і генеральних консульств Австрії в країнах світу.

## Європа
- Албанія
  - Тирана (посольство)
- Бельгія
  - Брюссель (посольство)
- Болгарія
  - Софія (посольство)
- Боснія і Герцеговина
  - Сараєво (посольство)
- Ватикан
  - Ватикан (посольство)
- Велика Британія
  - Лондон (посольство)
- Угорщина
  - Будапешт (посольство)
- Німеччина
  - Берлін (посольство)
  - Гамбург (генеральне консульство)
  - Мюнхен (генеральне консульство)
- Греція
  - Афіни (посольство)
- Данія
  - Копенгаген (посольство)
- Ірландія
  - Дублін (посольство)
- Іспанія
  - Мадрид (посольство)
- Італія
  - Рим (посольство)
  - Мілан (генеральне консульство)
- Косово
  - Приштина (посольство)
- Латвія
  - Рига (посольство)
- Литва
  - Вільнюс (посольство)
- Люксембург
  - Люксембург (посольство)
- Північна Македонія
  - Скоп'є (посольство)
- Мальта
  - Валетта (посольство)
- Молдова
  - Кишинів (посольство)
- Нідерланди
  - Гаага (посольство)
- Норвегія
  - Осло (посольство)
- Польща
  - Варшава (посольство)
  - Краків (генеральне консульство)
- Португалія
  - Лісабон (посольство)
- Росія
  - Москва (посольство)
- Румунія
  - Бухарест (посольство)
- Сербія
  - Белград (посольство)
- Словаччина
  - Братислава (посольство)
- Словенія
  - Любляна (посольство)
- Україна

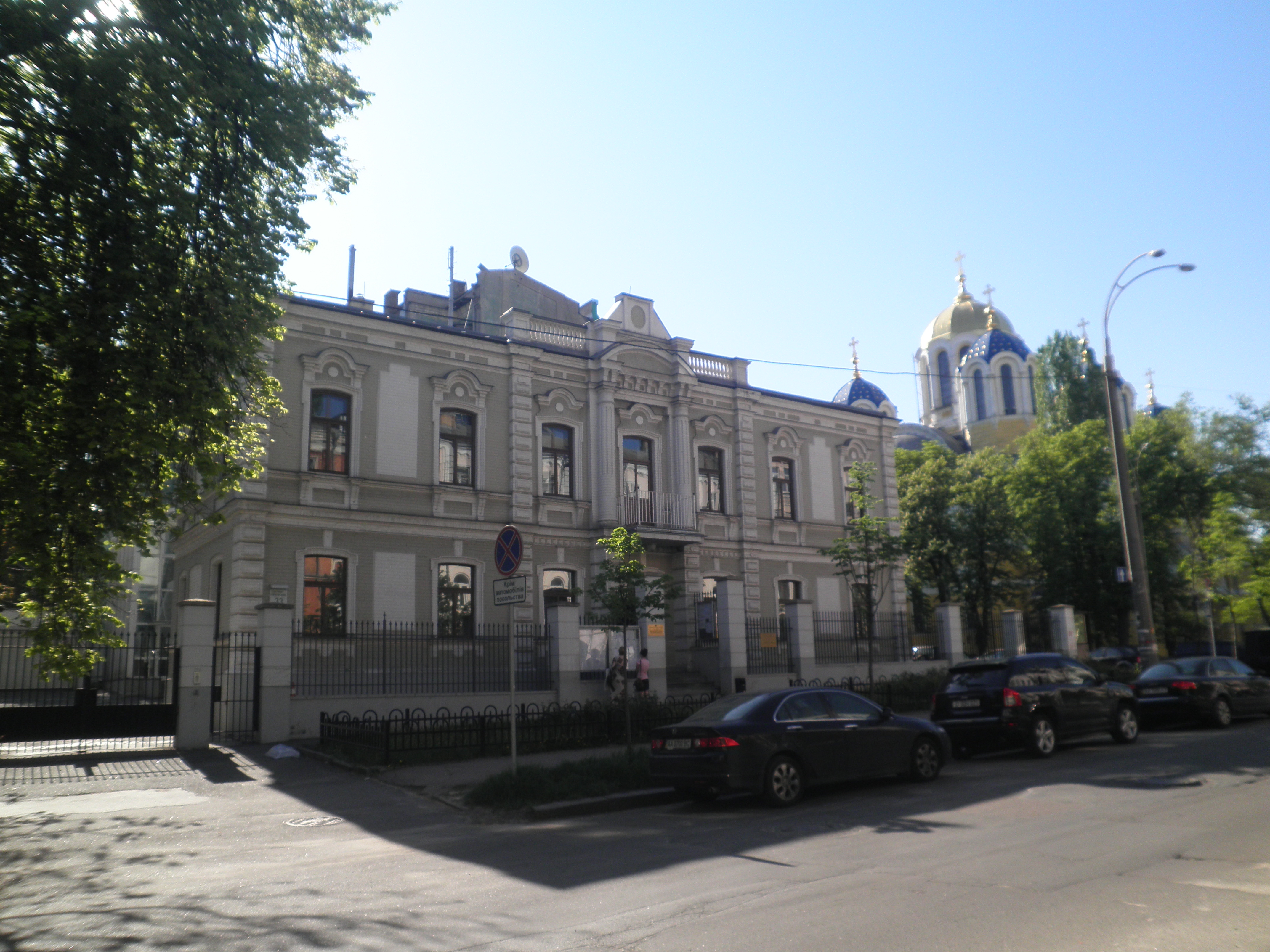
Посольство Австрії у Києві

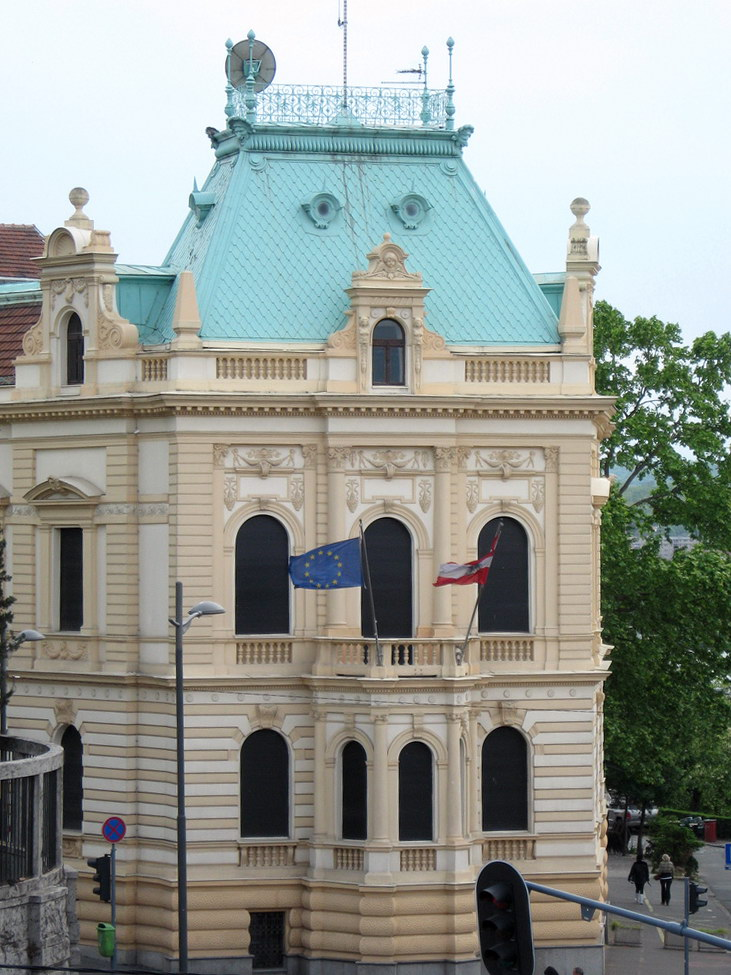
Посольство Австрії у Белграді

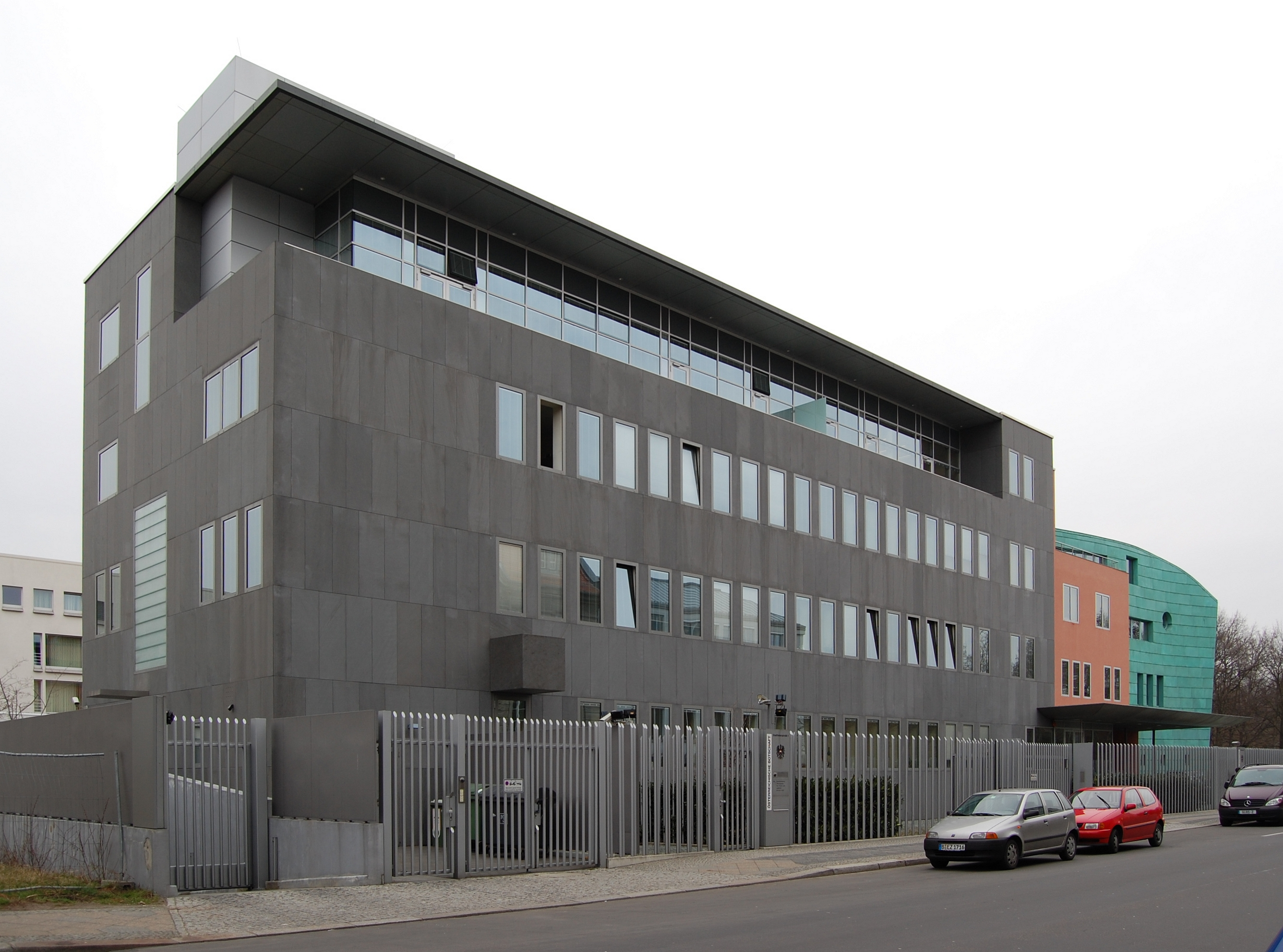
Посольство Австрії в Берліні

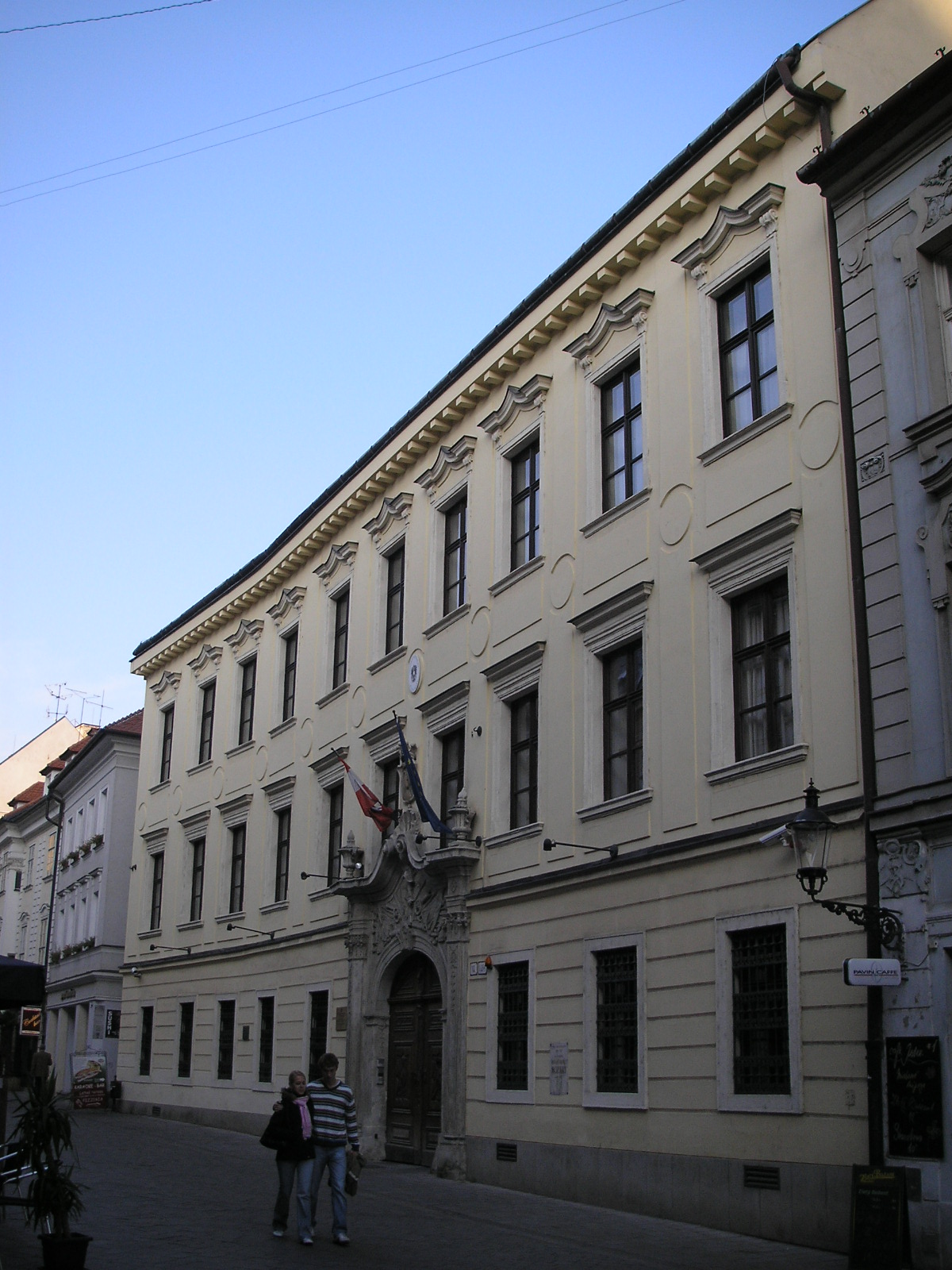
Посольство Австрії у Братиславі

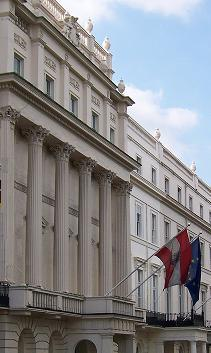
Посольство Австрії у Лондоні

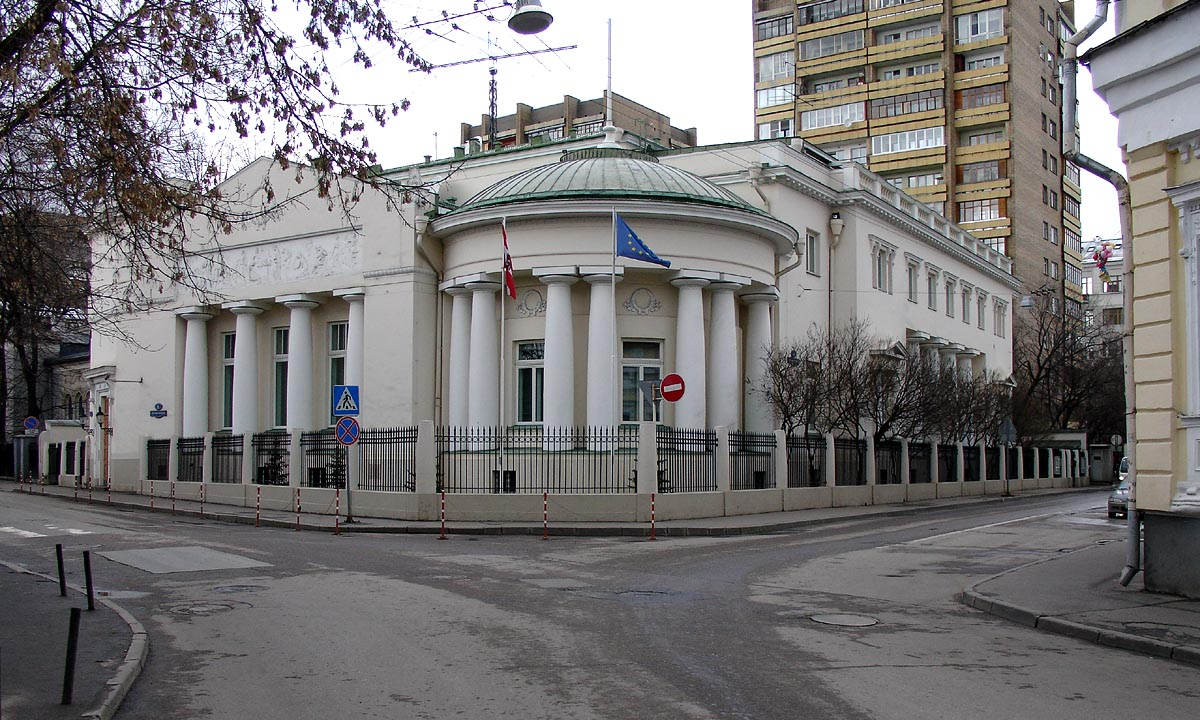
Посольство Австрії у Москві

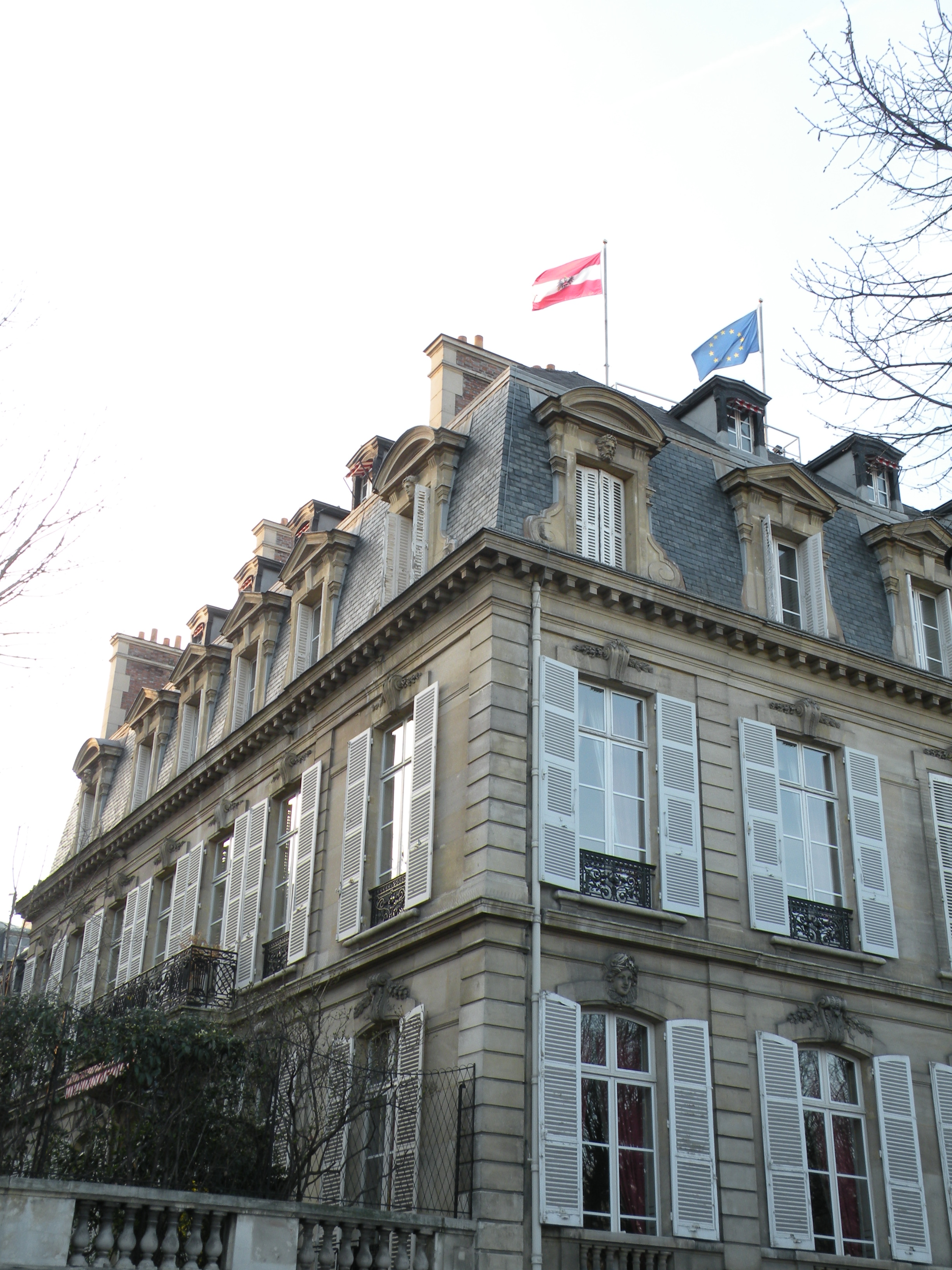
Посольство Австрії у Парижі

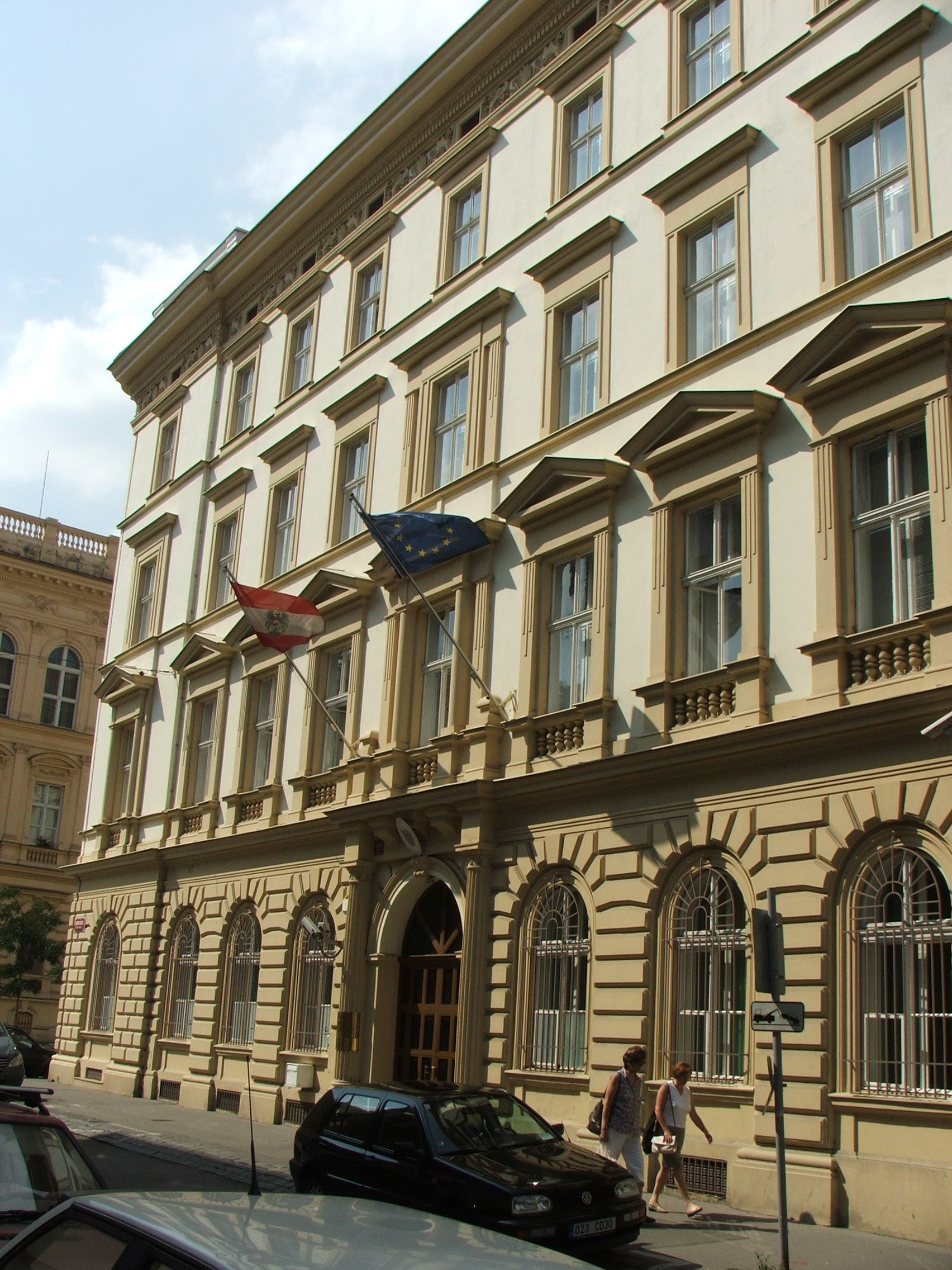
Посольство Австрії у Празі

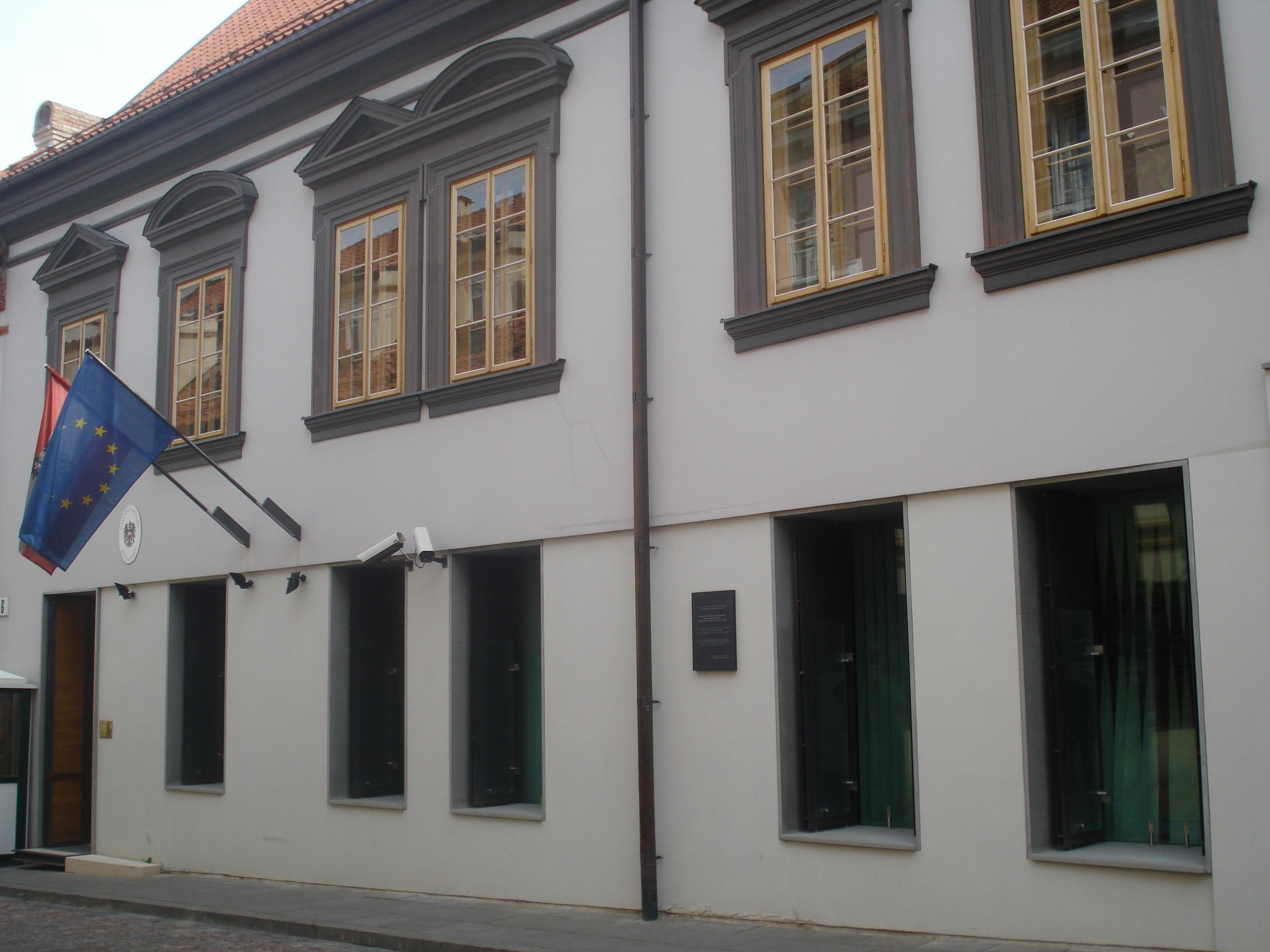
Посольство Австрії в Вільнюсі

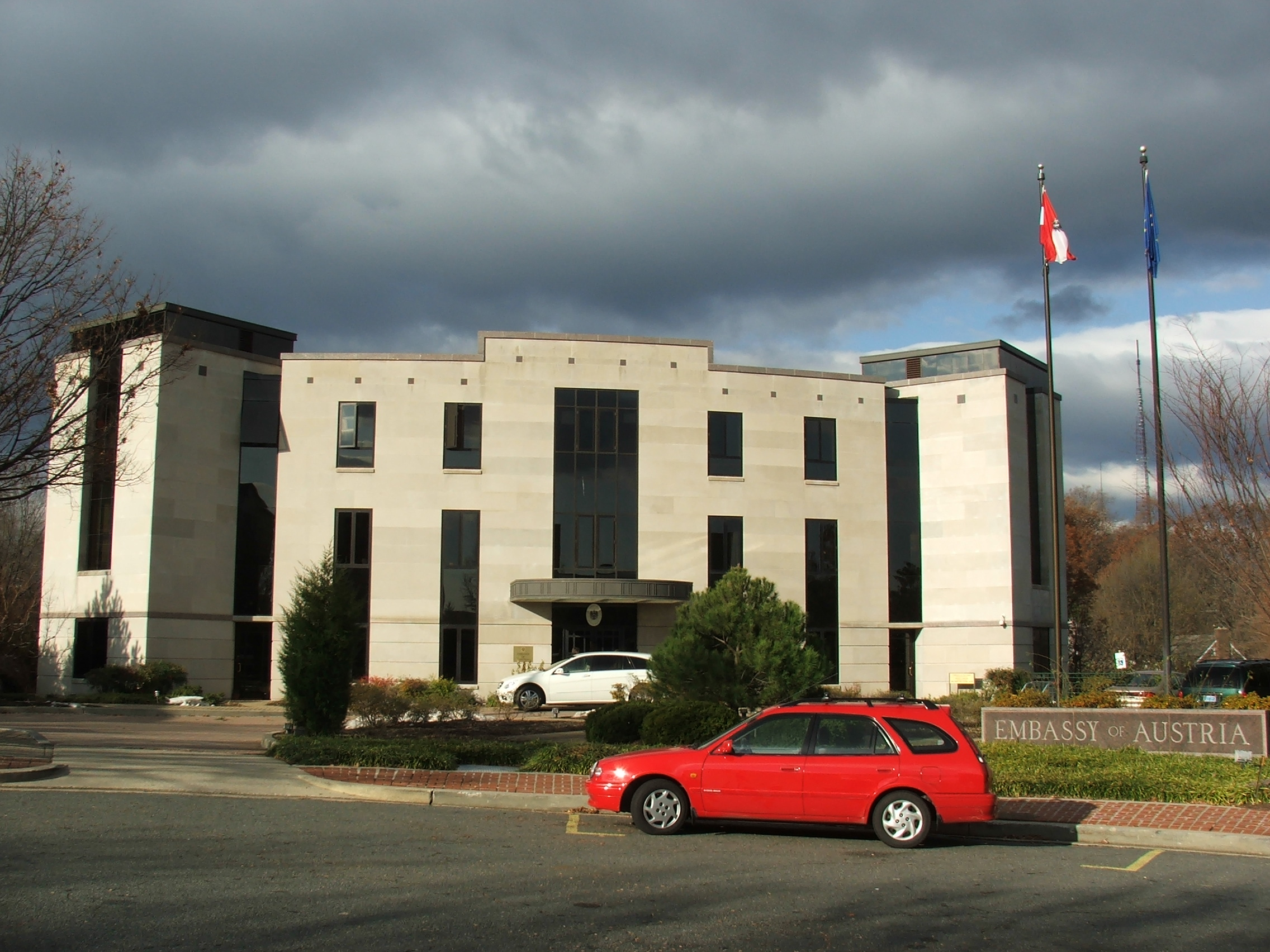
Посольство Австрії у Вашингтоні

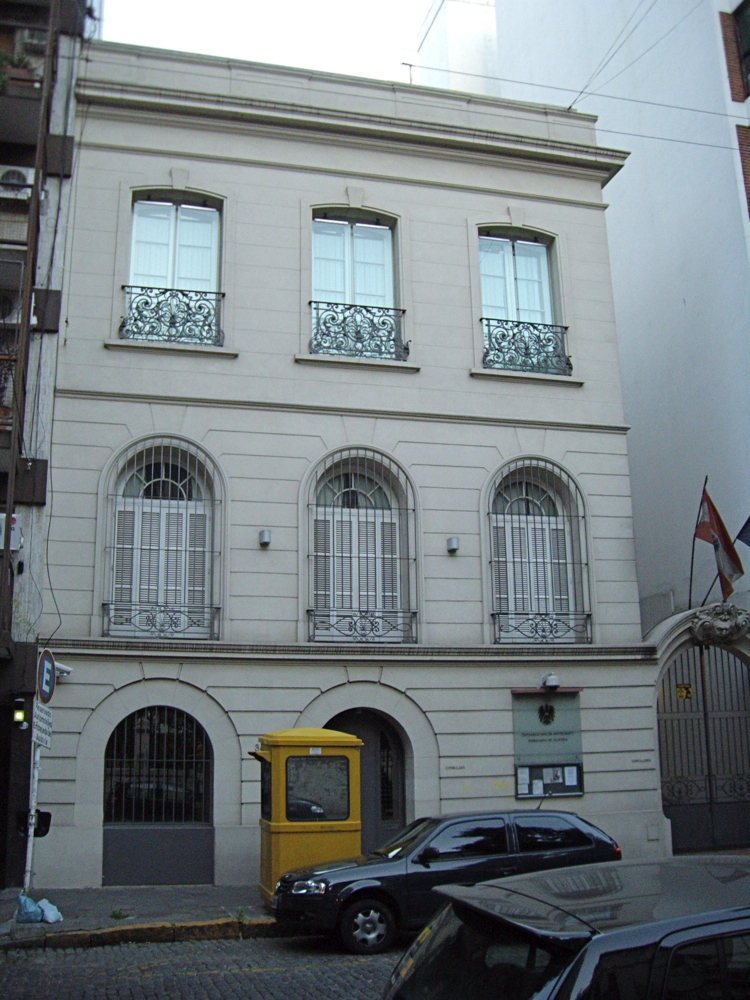
Посольство Австрії в Буенос-Айресі

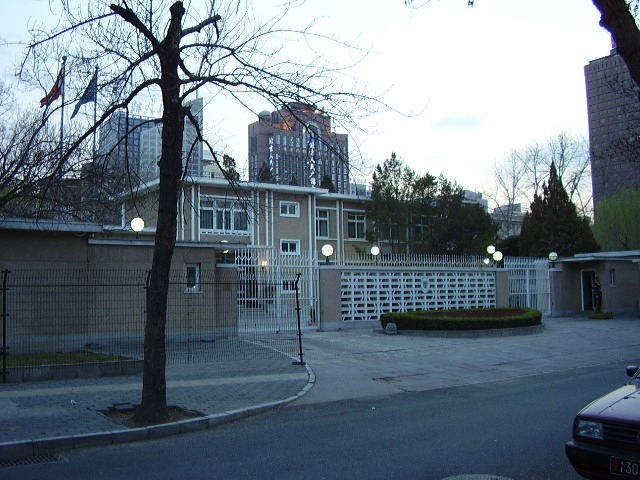
Посольство Австрії в Пекіні

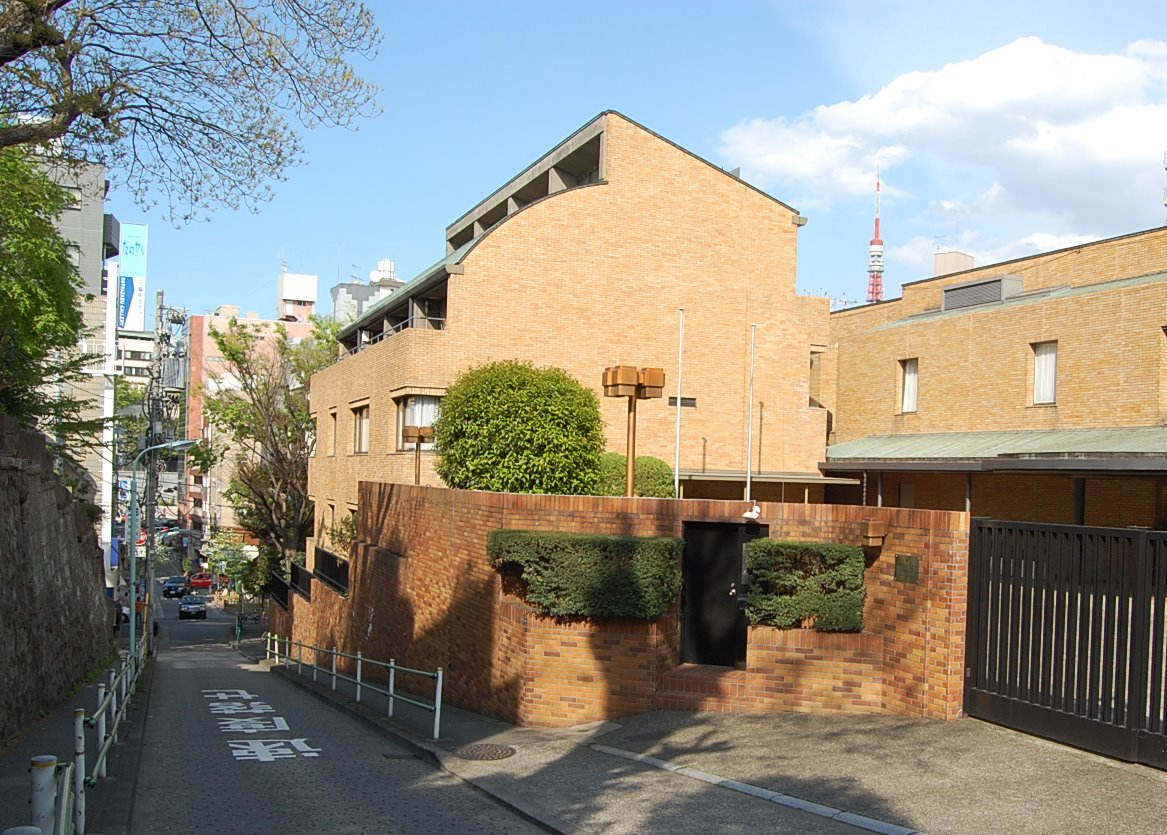
Посольство Австрії в Токіо

  - Київ (Посольство Австрії в Україні)
- Фінляндія
  - Гельсінкі (посольство)
- Франція
  - Париж (посольство)
  - Страсбург (генеральне консульство)
- Хорватія
  - Загреб (посольство)
- Чорногорія
  - Подгориця (посольство)
- Чехія
  - Прага (посольство)
- Швейцарія
  - Берн (посольство)
  - Цюрих (генеральне консульство)
- Швеція
  - Стокгольм (посольство)
- Естонія
  - Таллінн (посольство)

## Америка
- Аргентина
  - Буенос-Айрес (посольство)
- Бразилія
  - Бразиліа (посольство)
  - Сан-Паулу (генеральне консульство)
- Венесуела
  - Каракас (посольство)
- Канада
  - Оттава (посольство)
- Колумбія
  - Богота (посольство)
- Куба
  - Гавана (посольство)
- Мексика
  - Мехіко (посольство)
- Перу
  - Ліма (посольство)
- США
  - Вашингтон (посольство)
  - Лос-Анджелес (генеральне консульство)
  - Нью-Йорк (генеральне консульство)
  - Чикаго (генеральне консульство)
- Чилі
  - Сантьяго (посольство)

## Африка
- Алжир
  - Алжир (посольство)
- Єгипет
  - Каїр (посольство)
- Зімбабве
  - Хараре (посольство)
- Кенія
  - Найробі (посольство)
- Лівія
  - Триполі (посольство)
- Марокко
  - Рабат (посольство)
- Нігерія
  - Абуджа (посольство)
- Сенегал
  - Дакар (посольство)
- Туніс
  - Туніс (посольство)
- Ефіопія
  - Аддис-Абеба (посольство)
- ПАР
  - Преторія (посольство)

## Азія
- Азербайджан
  - Баку (посольство)
- В'єтнам
  - Ханой (посольство)
- Ізраїль
  - Тель-Авів (посольство)
- Індія
  - Нью-Делі (посольство)
- Індонезія
  - Джакарта (посольство)
- Йорданія
  - Амман (посольство)
- Іран
  - Тегеран (посольство)
- Казахстан
  - Астана (посольство)
- Кіпр
  - Нікосія (посольство)
- КНР
  - Пекін (посольство)
  - Гонконг (генеральне консульство)
  - Гуанчжоу (генеральне консульство)
  - Шанхай (генеральне консульство)
- Тайвань
  - Тайбей (торгове представництво)
- Південна Корея
  - Сеул (посольство)
- Кувейт
  - Кувейт (посольство)
- Ліван
  - Бейрут (посольство)
- Малайзія
  - Куала-Лумпур (посольство)
- ОАЕ
  - Абу-Дабі (посольство)
- Пакистан
  - Ісламабад (посольство)
- Палестина
  - Рамалла (представництво)
- Саудівська Аравія
  - Ер-Ріяд (посольство)
- Сінгапур
  - Сингапур (посольство)
- Сирія
  - Дамаск (посольство)
- Таїланд
  - Бангкок (посольство)
- Туреччина
  - Анкара (посольство)
  - Стамбул (генеральне консульство)
- Філіппіни
  - Маніла (посольство)
- Японія
  - Токіо (посольство)

## Океанія
- Австралія
  - Канберра (посольство)

## Міжнародні організації
- Амман (постійне представництво при БАПОР)
- Брюссель (постійне представництво при ЄС, НАТО та ЗЄС)
- Будапешт (постійне представництво при Міжнародна комісія з захисту річки Дунай МКЗРД)
- Відень (постійне представництво при ОБСЄ та ООН)
- Гаага (постійне представництво при ОЗХЗ)
- Женева (постійне представництво при ООН та інших міжнародних організаціях)
- Каракас (постійне представництво при Карибському співтоваристві)
- Мадрид (постійне представництво при Всесвітньої туристської організації)
- Найробі (постійне представництво при ООН-Хабітат та ЮНЕП)
- Нью-Йорк (постійне представництво при ООН)
- Париж (постійне представництво при ОЕСР та ЮНЕСКО)
- Рим (постійне представництво при ФАО)
- Страсбург (постійне представництво при Раді Європи)